# اکبر خزایی
اکبر خزایی (زاده ۲۰ مرداد ۱۳۵۹) داور بین‌المللی پرورش اندام اهل ایران است. وی اولین و تنها داور حرفه‌ای تاریخ ورزش پرورش اندام مستر المپیا از کشور ایران است. او مشاور اولین دبیر فدراسیون، عضو پیشین هیئت رئیسه کمیسیون داوران فدراسیون بدن‌سازی کشور، مربی تیم ملی فیتنس ایران، و دارای مدارک بین‌المللی حرفه‌ای از کمیته ملی المپیک، فدراسیون پرورش اندام، وزارت ورزش و جوانان و مستر المیپا است.

## سوابق ورزشی
خزایی در سال ۲۰۰۷ پس از گذراندن دوره‌های داوری فدراسیون جهانی بدن‌سازی (ifbb amater) که با میزبانی کشور تایلند در شهر بانکوک برگزار شده مدرک داوری بین‌المللی بدن‌سازی فدراسیون بین‌المللی آسیایی (Abbf) را کسب کرد و توانست در سن ۲۷ سالگی به عنوان جوان‌ترین داور ایرانی به این جایگاه دست یابد. وی در سال ۲۰۱۵ به عنوان داور بین‌المللی فدراسیون جهانی (ifbb) منصوب شد و در سال ۲۰۲۲ پس از قبولی در آزمون داوری حرفه‌ای مستر المپیا کارت داوری حرفه‌ای خود را دریافت نمود و به‌عنوان اولین و تنها داور حرفه‌ای مستر المپیا (npc & ifbb pro league) از ایران نام‌اش در تاریخ بدن‌سازی ایران ثبت شد. وی عضو پیشین هیئت رئیسه داوران فدراسیون بدن‌سازی، مشاور دبیر فدراسیون بدن‌سازی و مربی اسبق تیم ملی فیتنس است.
وی در خصوص «سالم سازی ورزش و مبارزه با دوپینگ» طی سالیان گذشته به طرق مختلفی از طریق گفتگو با رسانه‌های خبری و قلم زدن مطالب علمی در نشریات تخصصی بدن‌سازی در سالم سازی ورزش نقش قابل توجهی داشته و با اطلاع‌رسانی‌های مؤثر در حوزه عوارض داروهای ممنوعه و ارتقاء سلامت عمومی توسط دکتر پورکاظمی رئیس فدراسیون پزشکی ورزشی و دبیرکل مبارزه با دوپینگ وقت مورد تقدیر قرار گرفت.

## سوابق داوری

### ملی و بین‌المللی
خزایی از سال ۱۳۸۵ تا سال ۱۴۰۰ سرداور و داور مسابقات استانی و کشوری بوده است. همچنین وی از سال ۱۳۹۴ تا ۱۳۹۸ داوری کلیه مسابقات بین‌المللی دیاموند کاپ (ifbb_amateur) را برعهده داشته است.

### رقابت‌های حرفه‌ای زیرمجموعه مستر المپیا آمریکا
خزایی در نیمه اول سال ۱۴۰۱ داوری مسابقات بین‌المللی حرفه‌ای مستر المپیای تونس، آشور کلاسیک لیبی، سلیمانیه عراق و اسلام‌آباد پاکستان را برعهده داشته است؛ همچنین وی در آذر ۱۴۰۱ مجدداَ قضاوت مسابقات مستر المپیای آشور کلاسیک لیبی و تونس را عهده‌دار بوده است. وی در بهمن ۱۴۰۱ مسابقات مستر المپیا ماسل‌شو عراق را قضاوت کرده است. وی علاوه بر این، در مرداد ۱۴۰۲ داوری مسابقات بین‌المللی حرفه‌ای npc ارمنستان، در اسفند ۱۴۰۲ ماسل‌شو عراق، و در شهریور ۱۴۰۳ npc ارمنستان و npc ازمیر را برعهده داشته است.

### مسابقات هلند
خزایی در روزهای ۱۷ و ۱۸ آذر ۱۴۰۳  در ۲ رقابت مهم بدن‌سازی اروپا در کشور هلند تحت عناوین iron man و مسابقات بدن‌سازی ویلیام بوناک کلاسیک آمستردام که پیش‌نیاز مسابقات مسترالمپیا آمریکا است قضاوت نمود.

### محرومیت ۴ ساله داوران بین المللی بدنسازی ایران
در سال ۱۳۹۸ اکبر خرایی و محسن قرآن نویس، داوران بین المللی بدنسازی از سوی تشکیلات آماتوری ifbb_amateur به دلیل رفتن به ifbb pro league برای ۴ سال از قضاوت در بدنسازی آماتور محروم شدند.

## سوابق مربی‌گری
خزایی از سال ۱۳۸۰ با مدرک مربی‌گری درجه ۳ مشغول به مربی‌گری شد و در ادامه توانست ضمن اخذ مدارک بین‌المللی حرفه‌ای و درجه ۱ از فدراسیون بدن‌سازی و وزارت ورزش ایران، در سال ۱۳۹۹ آخرین مدرک مربی‌گری حرفه‌ای بدن‌سازی خود را از فدراسیون بین‌المللی لیگ حرفه‌ای بدنسازی و فیتنس اخذ کرد. همچنین وی در سال ۱۳۹۲ توسط دکتر آشتیانی سرپرست وقت فدراسیون بدنسازی ایران به‌عنوان اولین مربی تیم ملی فیتنس کشور منصوب شد.

## افتخارات و صلاحیت‌ها

### داوری[۱۸][۶][۱۰][۲۹][۳۰]
- داور حرفه‌ای مستر المپیا (npc & ifbb pro league)
- داور بین‌المللی حرفه‌ای کمیته ملی المپیک
- داور بین‌المللی فدراسیون جهانی ifbb amateur
- داور درجه ۱ بدنسازی کنفدراسیون آسیا ABBF
- داور درجه ۱ فدراسیون بدنسازی ایران
- اولین و تنها داور حرفه‌ای بدنسازی ifbb pro پرورش اندام ایران[۳۱]
- دارنده کارت داوری بین‌المللی حرفه‌ای ifbb[۳۲][۱۶]

### مربی‌گری[۱۸][۶][۱۰]
- مربی اسبق تیم ملی فیتنس ایران در سال ۱۳۹۲
- مربی برتر کشور ایران در سال ۱۳۹۰
- مربی بین‌المللی حرفه‌ای ifbb pro league
- دانش‌آموخته کارشناسی تربیت بدنی و علوم ورزشی دانشگاه آزاد اسلامی یادگار امام شهر ری
- مربی درجه ۱ وزارت ورزش و فدراسیون بدنسازی ایران
- مربی بین‌المللی بدنسازی وزارت ورزش و فدراسیون بدنسازی ایران
- مربی بدنسازی و تناسب اندام دانشگاه فیما انگلستان
- تکنسین استعدادیابی ورزشی انجمن ایساک استرالیا
- مربی بین‌المللی حرفه‌ای بدنسازی npc

## مشکلات ویزا برای مستر المپیا آمریکا و مراکش
خزایی برای داوری در مسابقات پرورش اندام مستر المپیا لاس وگاس ۲۰۲۲ آمریکا دعوت شد اما سفارت آمریکا در عمان ویزای وی را صادر نکرد. او همچنین برای قضاوت در رقابت پرورش اندام مراکش نیز دعوت شد اما همانند رقابت مستر المپیای آمریکا با مشکل اخذ ویزا روبرو شد.